# Asociación Entrerriana de Astronomía
La Asociación Entrerriana de Astronomía es una asociación civil de astronomía amateur con sede en Entre Ríos, Argentina, fundada el 10 de abril de 1976, cuyo objetivo es difundir y estudiar la astronomía. El 24 de septiembre de 1986 se fundó su observatorio principal, construido en un terreno de 1 hectárea en el Complejo Agrotécnico de la Escuela Alberdi, cedidos en ese momento por el Gobierno de la provincia de Entre Ríos. Como parte de sus tareas de difusión, reciben en el observatorio a delegaciones de estudiantes y público general para realizar observaciones astronómicas. Así mismo, la asociación es miembro de la Liga Iberoamericana de Astronomía.

## Museo Espacial
Están en posesión de la asociación, quien las exhibe en su Museo Espacial, los restos de un meteorito caído en abril de 2008 en Colonia Berduc y algunos pedazos de la estación espacial soviética Salyut 7 que en febrero de 1991 cayó en el norte de la provincia.

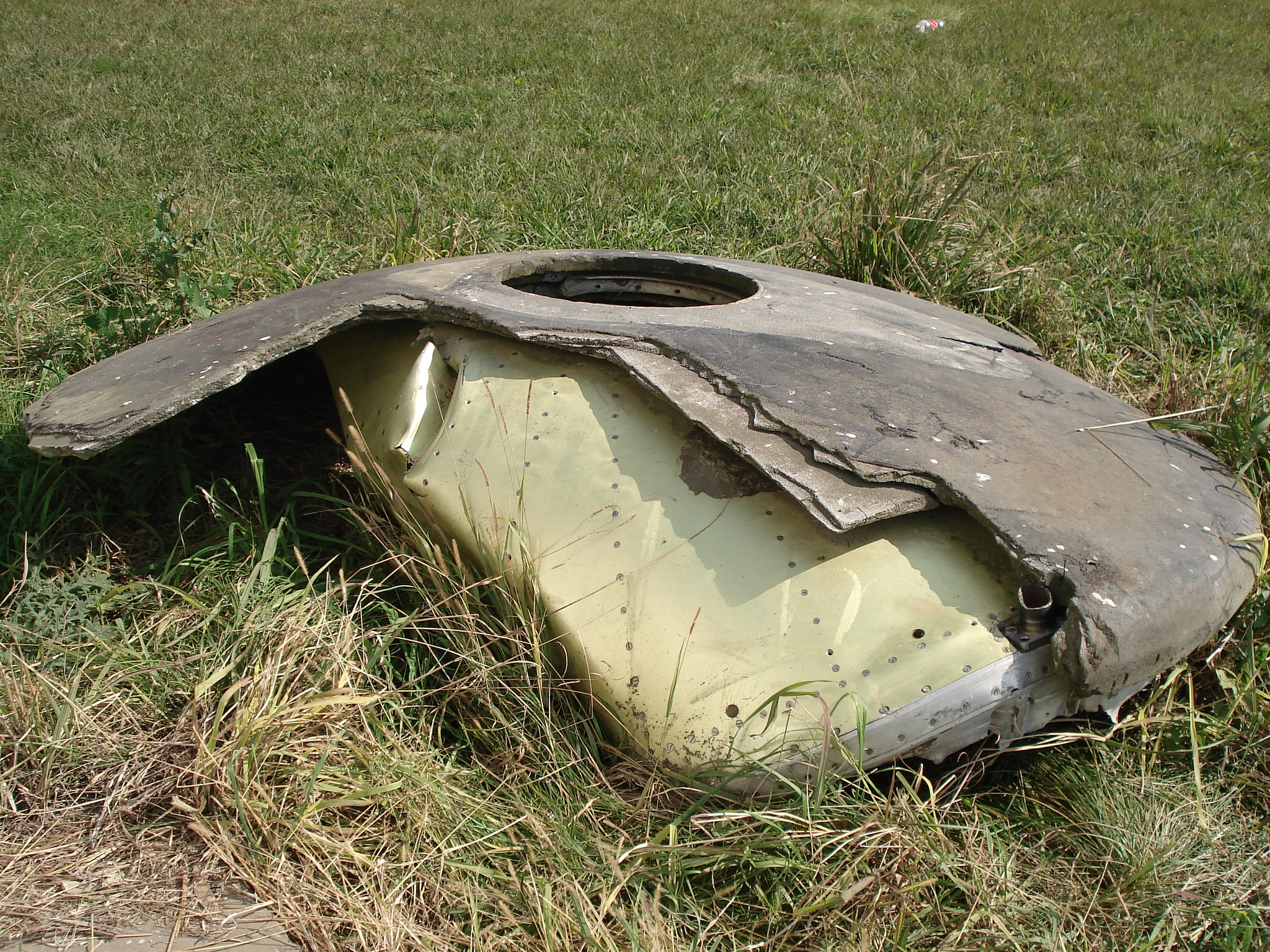
Restos de la estación soviética Salyut 7, en exhibición en el Observatorio de la Asociación Entrerriana de Astronomía

## Premios y reconocimientos
- Observatorio Astronómico declarado de interés legislativo por la Cámara de Diputados de la provincia de Entre Ríos. (22 de abril de 2009, expte. Nº 17.244)[1][2]
- Observatorio Astronómico Declarado de interés cultural por la Cámara de Diputados de la Nación Argentina. (2010)[1][2]